# ثريا باكزاد
ثريا باكزاد في العام 1988، أسّست باكزاد، وهي أم أفغانية لستة أطفال، «صوت النساء» إحدى المنظمات غير الحكومية النسائية في أفغانستان، والتي تعد حاليا المنظمة الوحيدة من هذا القبيل التي تعمل في مدينة هيرات ثالث أكبر مدينة في غربي البلاد.
حصلت على جائزة أشجع امرأة دولية في عام 2008 والتي تقدمها وزارة الخارجية الأمريكية.